# Vóronove
Vóronove (en ucraïnès Воронове, en rus Вороново, Vóronovo) és una vila de l'óblast de Luhansk a Ucraïna. Fins al 2020 formava part del municipi de Sieverodonetsk. La ciutat està ocupada per Rússia des del 25 de juny del 2022, i és administrada per la República Popular de Luhansk. El 2020 tenia 869 habitants.